# TMEM170B
TMEM170B (англ. Transmembrane protein 170B) – білок, який кодується однойменним геном, розташованим у людей на 6-й хромосомі. Довжина поліпептидного ланцюга білка становить 132 амінокислот, а молекулярна маса — 14 360.
| 10         |  | 20         |  | 30         |  | 40         |  | 50         |
| ---------- |  | ---------- |  | ---------- |  | ---------- |  | ---------- |
| MKAEGGDHSM |  | INLSVQQVLS |  | LWAHGTVLRN |  | LTEMWYWIFL |  | WALFSSLFVH |
| GAAGVLMFVM |  | LQRHRQGRVI |  | SVIAVSIGFL |  | ASVTGAMITS |  | AAVAGIYRVA |
| GKNMAPLEAL |  | VWGVGQTVLT |  | LIISFSRILA |  | TL         |  |            |

A: Аланін

D: Аспарагінова кислота

E: Глутамінова кислота

F: Фенілаланін

G: Гліцин

H: Гістидин

I: Ізолейцин

K: Лізин

L: Лейцин

M: Метіонін

N: Аспарагін

P: Пролін

Q: Глутамін

R: Аргінін

S: Серин

T: Треонін

V: Валін

W: Триптофан

Локалізований у мембрані.